# Deltochilum valgum
Deltochilum valgum es una especie de escarabajo del género Deltochilum, tribu Deltochilini, familia Scarabaeidae. Fue descrita científicamente por Burmeister en 1873.

## Descripción
Mide aproximadamente 14-15 milímetros de longitud.

## Distribución
Se distribuye por Argentina, Bolivia, Paraguay, Brasil, Guatemala, Guayana Francesa, Costa Rica, Surinam y Colombia.